# Famara Jatta

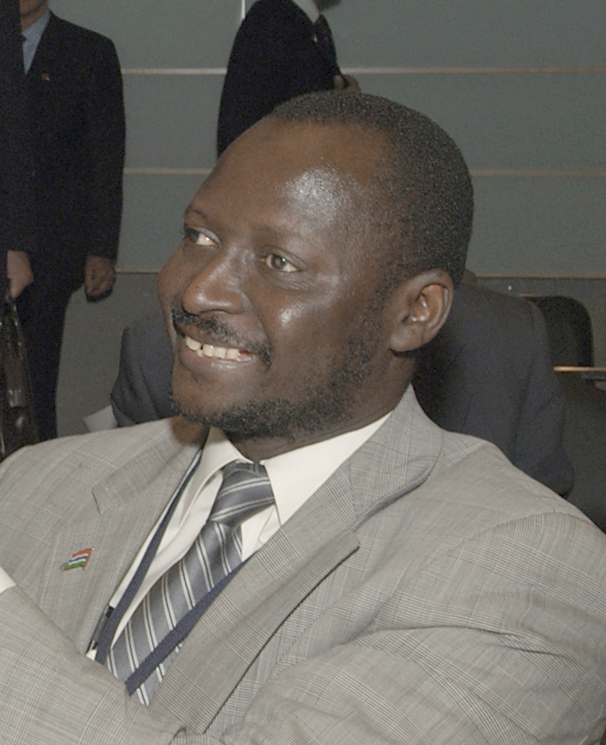
Famara Jatta, September 2002

Famara L. Jatta (* 1958; † 17. März 2012 in Tunesien) war ein Minister und Zentralbank-Gouverneur im westafrikanischen Staat Gambia.

## Karriere
1983 war er zu einem Aufenthalt in den Vereinigten Staaten. Er machte einen Abschluss (M.A. Regional Planning and Economics) auf dem Cheney State College in Pennsylvania und 1992 einen auf der Harvard University (M.A. Public Enterprise Policy and Management).
Nach einer Karriere als Volkswirtschaftler wechselte er in den Regierungsdienst und wurde 1994 Minister für Handel, Industrie und Gewerbe (Secretary of State for Trade, Industry and Employment). Am 3. März 1998 übernahm Jatta das Ministerium für Finanzen und Wirtschaft (Finance and Economic Affairs) und war in diesem Amt bis 25. September 2003 tätig. Nachfolger wurde in diesem Amt Musa Gibril Bala Gaye.
Seitdem war er als Gouverneur der Central Bank of The Gambia, der gambischen Zentralbank, tätig. In diese Funktion wurde er vom Präsidenten gelobt und 2006 für weitere fünf Jahre bestätigt. Im Juli 2007 kündigte er und nahm eine Anstellung in der Vertretung der African Development Bank (ADB) im Sudan an. Als Gründe für seinen Rücktritt sind Kritik Jattas an der starken Einflussnahme des Staatspräsidenten Yahya Jammeh in der Politik der Zentralbank bekannt geworden.
Famara Jatta starb am Samstag, dem 17. März 2012, nur wenige Tage nach einer Operation.